# Halterofília als Jocs Olímpics d'Estiu de 2024 - 102 Kg Masculí
La prova d'Halterofília de 102 Kg masculina als Jocs Olímpics de París 2024 serà la 25a edició de l'esdeveniment masculí en unes Olimpíades. La prova es disputarà el 10 d'agost del 2024 al recinte del Paris Expo Porte de Versailles. Des d'aquesta edició olímpica, la categoria de Pes Pesant englobarà a tots els atletes de 89 a 102 Kg (en la passada edició fou de 96 a 109 Kg).
L'uzbek Akbar Djuraev és el vigent campió de la disciplina olímpica, després de guanyar l'or als Jocs Olímpics de Tòquio 2020, per davant de l'armeni Simon Martirossian i del letó Arturs Plesnieks, qui van guanyar la medalla de plata i de bronze respectivament.
L'equip de la Unió Soviètica és la selecció més guardonada, amb 7 medalles d'or i 1 medalla de plata, en les 24 edicions que la categoria de Pes Pesant d'Halterofília ha estat present als Jocs Olímpics. El soviètic Leonid Zhabotinsky, l'alemany Josef Straβberger i l'estatunidenc John Davis, amb 2 medalles d'or cadascun, són els atletes més guardonats en la història de la prova olímpica.

## Format
Els 12 classificats es dividiran en dos grups de 6 atletes cadascun. Tots els atletes hauran d'aixecar les peses en la modalitat d'arrencada i de dos temps. La modalitat d'arrencada consisteix en aixecar les peses des del terra fins per sobre el cap i aguantar fins que el jurat dictamini que és vàlid. En la modalitat de dos temps, l'atleta també ha d'aixecar les peses per sobre del cap, però com indica el seu nom, ho ha de fer en dos temps. El primer temps, anomenat clean, l'atleta ha de portar les peses des del terra fins a les espatlles en un sol moviment. Aleshores pot fer una petita pausa i pot realitzar el segon temps, anomenat jerk, per passar les peses per sobre del cap amb els braços estirats. Tindran 3 intents en les dues modalitats (un total de 6 intents). Per la puntuació final, se sumaran els quilos màxims que s'hagin aixecat en cada una de les modalitats i guanyarà l'atleta que hagi aixecat un nombre més gran de pes i així successivament per decidir la classificació final. Si dos atletes queden empatats, guanyarà qui tingui menor pes a l'inici de la prova.

## Classificació
Per classificar-se per la prova olímpica, els aixecadors van haver de disputar diferents tornejos qualificatoris per les Olimpíades. En el rànquing de qualificació olímpic gestionat per la Federació Internacional d'Halterofília, la posició es determinava pels màxims quilos aixecats per l'atleta en qualsevol dels diferents tornejos. Si hi havia empat de quilos entre atletes, qui aconseguí abans la fita, va aconseguir una major posició. Cada país només podia tenir en el rànquing, l'esportista que hagués aixecat el major pes. Els 10 primers països del rànquing a data 28 d'abril de 2024, van tenir una plaça als Jocs Olímpics. Tot i així, hi podia haver circumstàncies especials que fessin variar la classificació. França, com a país amfitrió, va tenir 4 places (2 per gènere) en les categories que decidís. A més, un país només podia tenir un màxim de 6 places (3 per gènere) en el total de proves d'Halterofília. Per tant, si per exemple, un país obtenia 10 atletes classificades en el rànquing, havia de decidir eliminar-ne 4. L'onzena plaça de la prova es va decidir mitjançant representació continental. Això volia dir, que si un continent (Àfrica, Àsia, Europa, Oceania i Panamèrica) no tenia cap plaça entre les 10 primeres atletes, s'assignaria la plaça del país que estigués més amunt en el rànquing. Aquesta plaça se la va endur els Estats Units, que va obtenir la 14a posició. Finalment hi va haver 6 places universals que es van repartir entre les 10 categories, per tal que hi hagués 12 atletes en cada categoria (en aquelles on no tingui plaça el país amfitrió).
| Esdeveniment                      | Places | País          | Atleta Classificat   |
| --------------------------------- | ------ | ------------- | -------------------- |
| Rànquing de Classificació Olímpic | 10     | Xina          | Liu Huanhua          |
| Rànquing de Classificació Olímpic | 10     | Armènia       | Garik Garapetyan     |
| Rànquing de Classificació Olímpic | 10     | Qatar         | Fares El-Bakh        |
| Rànquing de Classificació Olímpic | 10     | Uzbekistan    | Akbar Djuraev        |
| Rànquing de Classificació Olímpic | 10     | Bielorússia   | Yauheni Tsikhantsou  |
| Rànquing de Classificació Olímpic | 10     | Corea del Sud | Jang Yeon-hak        |
| Rànquing de Classificació Olímpic | 10     | Bahrain       | Lesman Paredes       |
| Rànquing de Classificació Olímpic | 10     | Turkmenistan  | Davranbek Hasanbayev |
| Rànquing de Classificació Olímpic | 10     | Geòrgia       | Irakli Chkheidze     |
| Rànquing de Classificació Olímpic | 10     | Samoa         | Don Opeloge          |
| Representació continental         | 1      | Estats Units  | Wesley Kitts         |
| País amfitrió o plaça universal   | 1      |               |                      |

## Medaller històric
| Posició | País              | Or | Argent | Bronze | Total |
| ------- | ----------------- | -- | ------ | ------ | ----- |
| 1       | URSS              | 7  | 1      | 0      | 8     |
| 2       | Alemanya          | 4  | 0      | 0      | 4     |
| 3       | Estats Units      | 3  | 3      | 4      | 10    |
| 4       | Itàlia            | 3  | 0      | 1      | 4     |
| 5       | Rússia            | 2  | 1      | 1      | 4     |
| 6       | Uzbekistan        | 2  | 0      | 1      | 3     |
| 7       | Iran              | 2  | 0      | 0      | 2     |
| 8       | Txecoslovàquia    | 1  | 2      | 1      | 4     |
| 9       | Ucraïna           | 1  | 1      | 0      | 2     |
| 10      | Belarús           | 1  | 0      | 0      | 1     |
| 11      | Bulgària          | 0  | 4      | 1      | 5     |
| 12      | Armènia           | 0  | 2      | 0      | 2     |
| 13      | Polònia           | 0  | 1      | 2      | 3     |
| 13      | Estònia           | 0  | 1      | 2      | 3     |
| 15      | Romania           | 0  | 1      | 1      | 2     |
| 15      | Hongria           | 0  | 1      | 1      | 2     |
| 15      | Argentina         | 0  | 1      | 1      | 2     |
| 18      | Luxemburg         | 0  | 1      | 0      | 1     |
| 18      | Equip Unificat    | 0  | 1      | 0      | 1     |
| 18      | Bèlgica           | 0  | 1      | 0      | 1     |
| 18      | Àustria           | 0  | 1      | 0      | 1     |
| 22      | Alemanya de l'Est | 0  | 0      | 2      | 2     |
| 23      | Letònia           | 0  | 0      | 1      | 1     |
| 23      | Kazakhstan        | 0  | 0      | 1      | 1     |
| 23      | Qatar             | 0  | 0      | 1      | 1     |
| 23      | Països Baixos     | 0  | 0      | 1      | 1     |
| 23      | França            | 0  | 0      | 1      | 1     |